# 2020-21シーズンのTリーグ
この項目では、2020-21年シーズンのTリーグについて述べる。

## 概要
2020年9月、2020-21シーズンの日程が発表され、2020年に開催されるTリーグは新型コロナウイルスの影響でリモートマッチとなった。ファイナルは2021年2月26・27日に立川で開催された。
また、3シーズン目から新チームを増員する予定だったが、今シーズンは見送られることとなった。

## 参加チーム

### 男子
- T.T彩たま（埼玉県）
- 木下マイスター東京（東京都）
- 岡山リベッツ（岡山県）
- 琉球アスティーダ（沖縄県）

### 女子
- 木下アビエル神奈川（神奈川県）
- トップおとめピンポンズ名古屋（愛知県）
- 日本生命レッドエルフ（大阪府）
- 日本ペイントマレッツ（大阪府）

## 男子

### 試合結果
| # | チーム             | 試 | 点 | 勝 | (4P勝) | 敗 | (延長敗) | 備考 |
| - | ------------------ | -- | -- | -- | ------ | -- | -------- | ---- |
| 1 | 木下マイスター東京 | 21 | 47 | 13 | （5）  | 8  | （3)     |      |
| 2 | 琉球アスティーダ   | 21 | 47 | 15 | （0）  | 6  | （2）    |      |
| 3 | 岡山リベッツ       | 21 | 31 | 9  | （0）  | 12 | （4）    |      |
| 4 | T.T彩たま          | 21 | 23 | 5  | （0）  | 16 | （8）    |      |

### ファイナル
| 2021年2月26日 16:30 | レポート | KM東京            | 0–3 | 琉球              | アリーナ立川立飛 |
| 2021年2月26日 16:30 | レポート | Score by game:    |     |                   | アリーナ立川立飛 |
| 2021年2月26日 16:30 | レポート | 及川瑞基/田添健汰 | 1–2 | 木造勇人/吉村和弘 | アリーナ立川立飛 |
| 大島祐哉            | 大島祐哉 | 大島祐哉          | 2–3 | 戸上隼輔          |                  |
| 張本智和            | 張本智和 | 張本智和          | 2–3 | 吉村真晴          |                  |
|                     |          |                   |     |                   |                  |
|                     |          |                   |     |                   |                  |

### 受賞
- 優勝チーム：琉球アスティーダ（初優勝）
- シーズンMVP：吉村真晴（琉球アスティーダ）
- ベストペア：曽根翔/篠塚大登（T.T彩たま)

## 女子

### 試合結果
| # | チーム                       | 試 | 点 | 勝 | (4P勝) | 敗 | (延長敗) | 備考 |
| - | ---------------------------- | -- | -- | -- | ------ | -- | -------- | ---- |
| 1 | 木下アビエル神奈川           | 21 | 57 | 17 | （4）  | 4  | （2）    |      |
| 2 | 日本生命レッドエルフ         | 21 | 43 | 13 | （0）  | 8  | （4）    |      |
| 3 | 日本ペイントマレッツ         | 21 | 26 | 8  | （0）  | 13 | （2）    |      |
| 4 | トップおとめピンポンズ名古屋 | 21 | 18 | 4  | （0）  | 17 | （6）    |      |

### ファイナル
| 2021年2月27日 12:00 | レポート | KA神奈川          | 2–3 | 日本生命          | アリーナ立川立飛 |
| 2021年2月27日 12:00 | レポート | Score by game:    |     |                   | アリーナ立川立飛 |
| 2021年2月27日 12:00 | レポート | 長﨑美柚/浜本由惟 | 1–2 | 前田美優/平野美宇 | アリーナ立川立飛 |
| 石川佳純            | 石川佳純 | 石川佳純          | 3–1 | 森さくら          |                  |
| 木村香純            | 木村香純 | 木村香純          | 3–1 | 早田ひな          |                  |
| 長﨑美柚            | 長﨑美柚 | 長﨑美柚          | 2–3 | 平野美宇          |                  |
| 木村香純            | 木村香純 | 木村香純          | 0–1 | 早田ひな          |                  |

### 受賞
- 優勝チーム：日本生命レッドエルフ（3年連続3回目）
- シーズンMVP：早田ひな（日本生命レッドエルフ）
- ベストペア：長﨑美柚/浜本由惟（木下アビエル神奈川）[3]